# Coburger Maiherz – Typ Sahlis-Kohren
Die Coburger Maiherz – Typ Sahlis-Kohren ist eine zu den Herzkirschen gehörende braunrote Frühsorte der Süßkirschen.

## Synonyme
Es gibt zahlreiche Synonyme für die Sorte; häufig sind dies regionale Bezeichnungen. Es finden sich die Namen Altländer Hedelfinger, Braune aus Buhlbronn, Coburger Frühe Herzkirsche, Falsche Hedelfinger, Frühe Hedelfinger, Harlemer, Guigne Précoce de Coburg, Harl, Koburská raná (tschechisch), Lahnsteiner, Murgtalperle und Witzenhäuser Frühe.

## Herkunft
Es handelt sich um eine alte Sorte, deren Entstehung unklar ist. Zu Beginn des 20. Jahrhunderts war sie in der Region
Sahlis-Kohren bereits auf Altbäumen verbreitet. In der 2. Hälfte des 19. Jahrhunderts war sie als Coburger Maiherzkirsche regelmäßig in Sortenbeschreibungen und auf Empfehlungslisten aufgeführt. Das Ilustrirte Handbuch der Obstkunde von 1875 vermutet einen Ursprung in Frankreich. Im Sortenwerk Deutschlands Obstsorten wird 1927 ausgeführt, dass die Sorte in der ersten Hälfte des 19. Jahrhunderts in Coburg aufgefunden wurde, doch ursprünglich aus Bollweiler im Elsass stammen soll. Da inzwischen mehrere Frühkirschen unter dem Namen Coburger Maiherz verbreitet waren, wurde Anfang des 20. Jahrhunderts die als wertvollste Sorte dieses Namens erachtete, aus der Gegend Sahlis-Kohren stammende Kirsche von der Diemitzer Kirschenkommission als Coburger Maiherz – Typ Sahlis-Kohren bezeichnet.

## Verbreitung
Die Sorte war in Deutschland weit verbreitet, allerdings häufig unter Regionalnamen. Anbaugebiete waren das Alte Land (als Altländer Hedelfinger), die Bremer Region, Südniedersachsen, Westfalen, Nordthüringen, das Gebiet um Witzenhausen (als Witzenhäuser Frühe), Mittel- und Südhessen, Franken, das Mittelrheingebiet (als Lahnsteiner) sowie Südwestdeutschland (als Murgtalperle und Braune aus Buhlbronn). Ab den 1950er Jahren wurde sie zunehmend durch größere und transportfestere Sorten verdrängt und ist heute selten.

## Frucht
Die dunkelrote, später dunkelbraune Herzkirsche reift in der 1. bis 2. Kirschwoche und kann lange am Baum hängen, bis über die 3. Kirschwoche hinaus. Sie ist mittelgroß und von länglich-herzförmiger bis länglich-ovaler Form. Das rosarote bis dunkelrote Fruchtfleisch ist in Halbreife ziemlich fest, vollreif weich und saftig. Der Geschmack ist bei Vollreife süß-aromatisch, durch eine feine Säure gewürzt, für eine Frühkirsche recht wohlschmeckend. Die Platzfestigkeit der Frucht ist hoch. Der mittelgroße Stein ist länglich-oval, stielbauchig, fast ohne stielseitiges Häkchen. Der Stiel ist mit 3 bis 4 cm mittellang und mitteldick, der fruchtseitige Stielansatz groß.

## Baum
Der Baum hat einen starken, sparrigen Wuchs mit schrägen Leitästen. Die Krone ist meist breitkugelig, im Alter oft schirmartig. Die Blätter sind auffällig klein. Der Baum ist gesund und robust und kann sehr alt werden. Er gedeiht auch noch in raueren Lagen gut. Bei anhaltender Feuchtigkeit ist er etwas anfällig für die Schrotschusskrankheit. Der Ertrag setzt früh ein und ist reich und regelmäßig. Die mittelgroße bis große Blüte erscheint zu einer mittleren Blütezeit, gemeinsam mit etwas leicht rötlichem Blattaustrieb.